# Hartfield
Hartfield is een civil parish in het bestuurlijke gebied Wealden, in het Engelse graafschap East Sussex met 2179 inwoners.

## Bezienswaardigheden
- Pooh Sticks Bridge

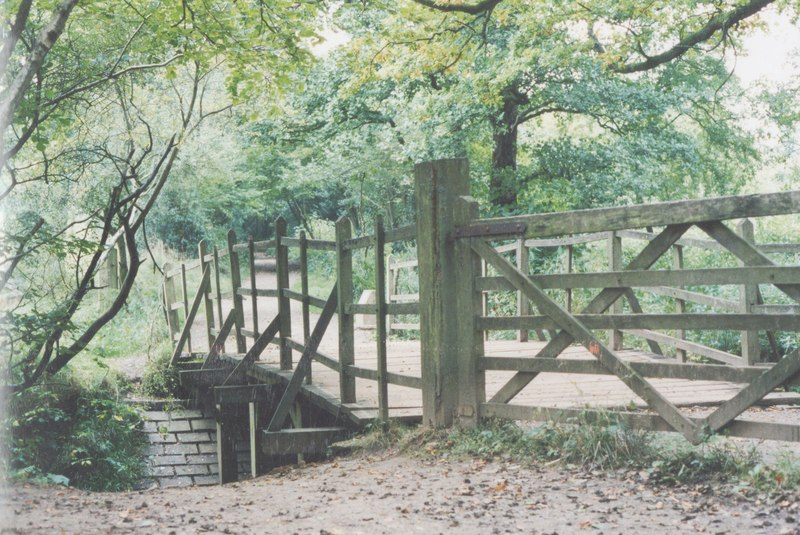
Pooh Sticks Bridge, Ashdown Forest in Hartfield

## Bekende inwoners van Hartfield

### Overleden
- A.A. Milne (1882-1956), schrijver (Winnie-the-Pooh)
- Brian Jones (1942-1969), gitarist van de rockgroep The Rolling Stones